# System zarządzania treścią
System zarządzania treścią (ang. content management system, CMS) – oprogramowanie umożliwiające na tworzenie i prowadzenie serwisu WWW, a także jego późniejszą aktualizację i rozbudowę.
Kształtowanie treści i sposobu ich prezentacji w serwisie internetowym zarządzanym przez CMS odbywa się za pomocą interfejsów użytkownika, zazwyczaj w postaci stron WWW zawierających rozbudowane formularze.

## Informacje ogólne
Podstawowym zadaniem platform CMS jest oddzielenie treści (zawartości informacyjnej serwisu) od wyglądu (sposobu jej prezentacji). Po wprowadzeniu nowych informacji przez uprawnionego redaktora system zapisuje je (np. w bazie danych). Następnie system CMS generuje dynamicznie strony internetowe na podstawie treści pochodzącej z bazy danych oraz odpowiednich szablonów. Pozwala to na bardziej elastyczne, a przede wszystkim wygodniejsze zarządzanie treścią, niż ma to miejsce w przypadku zastosowania statycznych plików HTML.
Wykorzystanie szablonów stron sprawia, że zmiana koncepcji graficznej całego serwisu sprowadza się do przygotowania i zamiany szablonu (tzw. skórki). Dzięki takiemu podejściu proces publikacji w Internecie staje się prostszy. Ponadto te same dane można prezentować jednocześnie w różnych formatach, np. jako pliki PDF.
W ostatnich latach platformy CMS znacznie ewoluowały, dodając m.in. możliwość elastycznej i dynamicznej modyfikacji już nie tylko treści, ale i struktury.
Systemy zarządzania treścią zazwyczaj oparte są na bazach danych i językach skryptowych (server-side), lub specjalistycznym oprogramowaniu uruchamianym po stronie serwera. CMS może być formą oprogramowania klienckiego, które do aktualizacji strony może używać takich protokołów jak FTP. Coraz częściej wykorzystywane są złożone techniki opisu struktur dokumentów (np. XML).
Najczęściej systemy CMS są napisane w językach takich jak: PHP, Java, czy Visual Basic .NET.
Najbardziej rozpowszechnione platformy CMS to: WordPress, Joomla, Mambo, Drupal.

## Historia
Za rok powstania systemu CMS można uznać rok 1995. Założyciele amerykańskiej firmy CNet Halsey Minor i Jonathan Rosenberg stworzyli system PRISM (Presentation of Realtime Interactive Service Material). Zawierał on szereg rozwiązań stosowanych w obecnych systemach zarządzania treścią. Do szablonów wczytywane były dynamicznie treści z relacyjnej bazy danych. Rosenberg przypuszczał, iż znajdą się firmy chcące skorzystać z narzędzia jakie stworzyli. Plan biznesowy przedsiębiorstwa CNet nie obejmował dalszego rozwoju oprogramowania. W tym samym czasie, Ross Garber i Neil Webber stworzyli firmę Vignette i przenieśli się z Anglii do Ameryki w poszukiwaniu rozwojowego środowiska publikacji witryn. Między firmami została podpisana umowa. Przedsiębiorstwo CNet miało otrzymywać 33% zysku ze sprzedaży.

## Typy systemów CMS
W zależności od zastosowania systemy CMS podzielić można na kilka typów: na systemy zarządzania dokumentami (Document Management), wiedzą (Knowledge Management), zasobami cyfrowymi (Digital asset management), obiegiem treści (Enterprise Content Management), oraz na systemy zarządzania treścią znajdującą się na stronie internetowej (Web Content Management). Rozwiązaniem, które rozszerza funkcjonalność tradycyjnych systemów CMS jest Digital Experience Platform (DXP). Pozwala ono na zarządzanie doświadczeniem klientów na wielu płaszczyznach, poprzez umożliwienie personalizacji treści w czasie rzeczywistym, integrację z systemami CRM i e-commerce, analizę zachowań użytkowników oraz automatyzację procesów marketingowych i sprzedażowych. Przykładami platform DXP są Adobe Experience Manager (AEM), Sitecore Experience Platform (XP), Liferay Digital Experience Platform, Salesforce Customer 360 Platform, czy Oracle CX Cloud Suite.

## Odmiany systemów CMS
- Content Management Framework – to szkielet (tzw. zbiór narzędzi, bibliotek) służący do budowy systemów CMS. Systemy zbudowane na CMF są zazwyczaj kosztowne i wymagają pracy grupy programistów (przykłady: Vignette, Documentum, Zope, RedDot, INQUISE, eEgnith).
- Page-based systems – systemy o transparentnych konsolach, pozwalają na edycję w ciele strony nie wymagają odrębnych konsoli do zarządzania treścią, są łatwe w nauce i nie wymagają dużego doświadczenia podczas wdrożenia. Bardziej zaawansowane aplikacje wykraczające poza tradycyjne zarządzanie treścią wymagają pracy programisty (przykłady: Plone, TYPO3, Backend, TikiWiki).
- Module-based systems – systemy CMS bazujące na modułach to takie, które do prezentacji treści wykorzystują napisane do tego celu moduły/funkcje. Typowy system może zawierać zarządzanie wiadomościami, fora dyskusyjne etc. Zalety tego typu systemów to możliwość szybkiego uruchomienia portalu. Przykłady: WordPress, Drupal, Extreme Fusion, Sienn, eZ publish(inne języki), Joomla!, Mambo, Zikula (poprzednia nazwa: PostNuke), PHP-Fusion, PHP-Nuke, Easiest, XOOPS, Quick.Cms, Umbraco CMS, DotNetNuke(inne języki), N2 ASP.NET CMS, AxCMS.net(inne języki), Kentico CMS, mojoPortal(inne języki), Sitefinity, Dolphin 7, RODcms, CMS CD-WEB.
- Content object systems – systemy tego typu koncentrują się wokół tzw. obiektów, czyli małych części informacji, które można reprodukować w wielu miejscach strony WWW. Oprogramowanie tego typu wykorzystywane jest często jako systemy redakcyjne w czasopismach i wielkich wydawnictwach (przykłady: ActionApps, Rhythmyx, Quantum Content Management).